# Syncosmetus reticulatus
Syncosmetus reticulatus is een keversoort uit de familie houtzwamkevers (Ciidae). De wetenschappelijke naam van de soort werd in 1985 gepubliceerd door Mutsuo Miyatake.